# Central de Trabajadores de Cuba

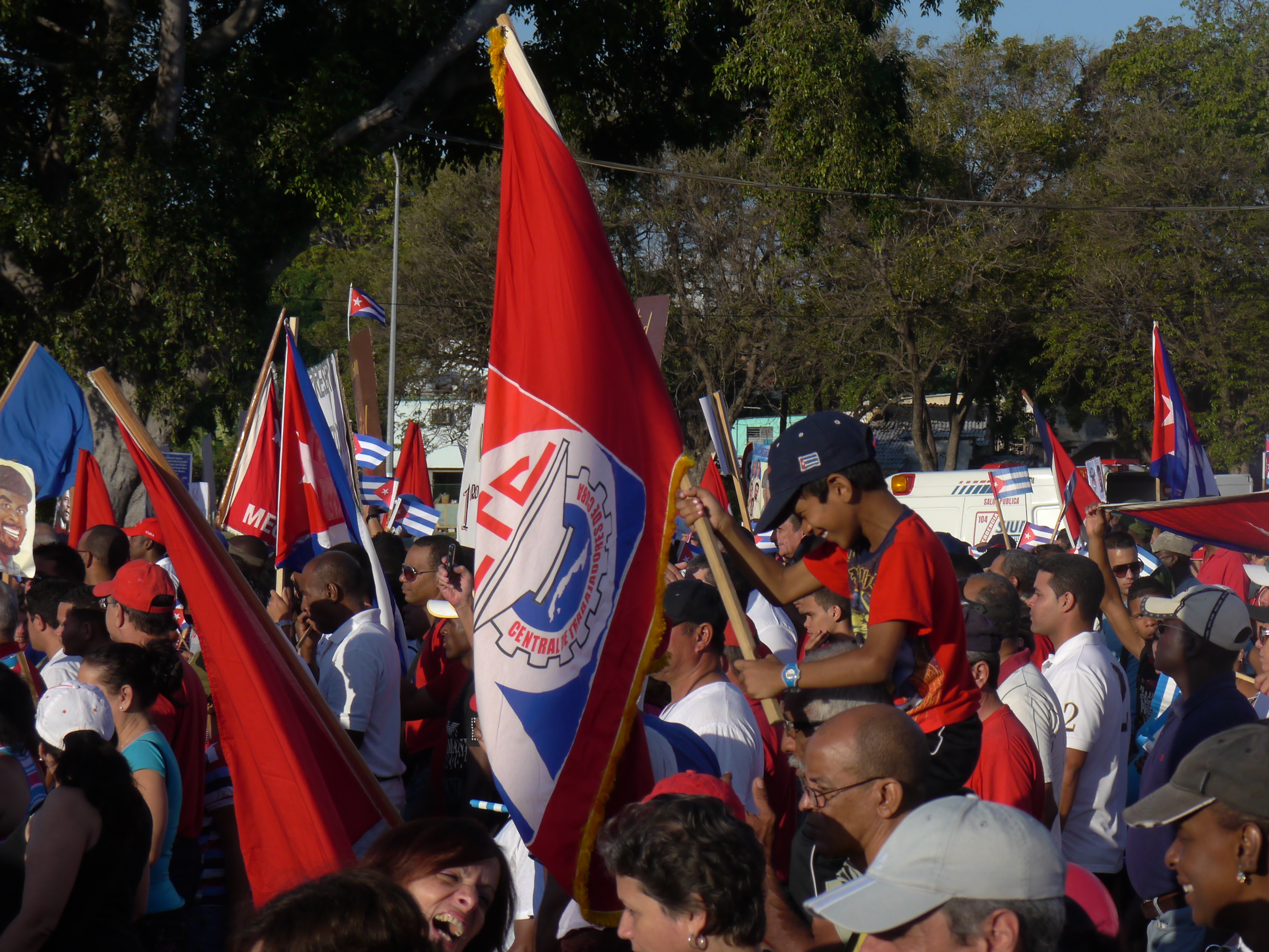
Kind mit CTC-Fahne auf Mai-Kundgebung in Havanna

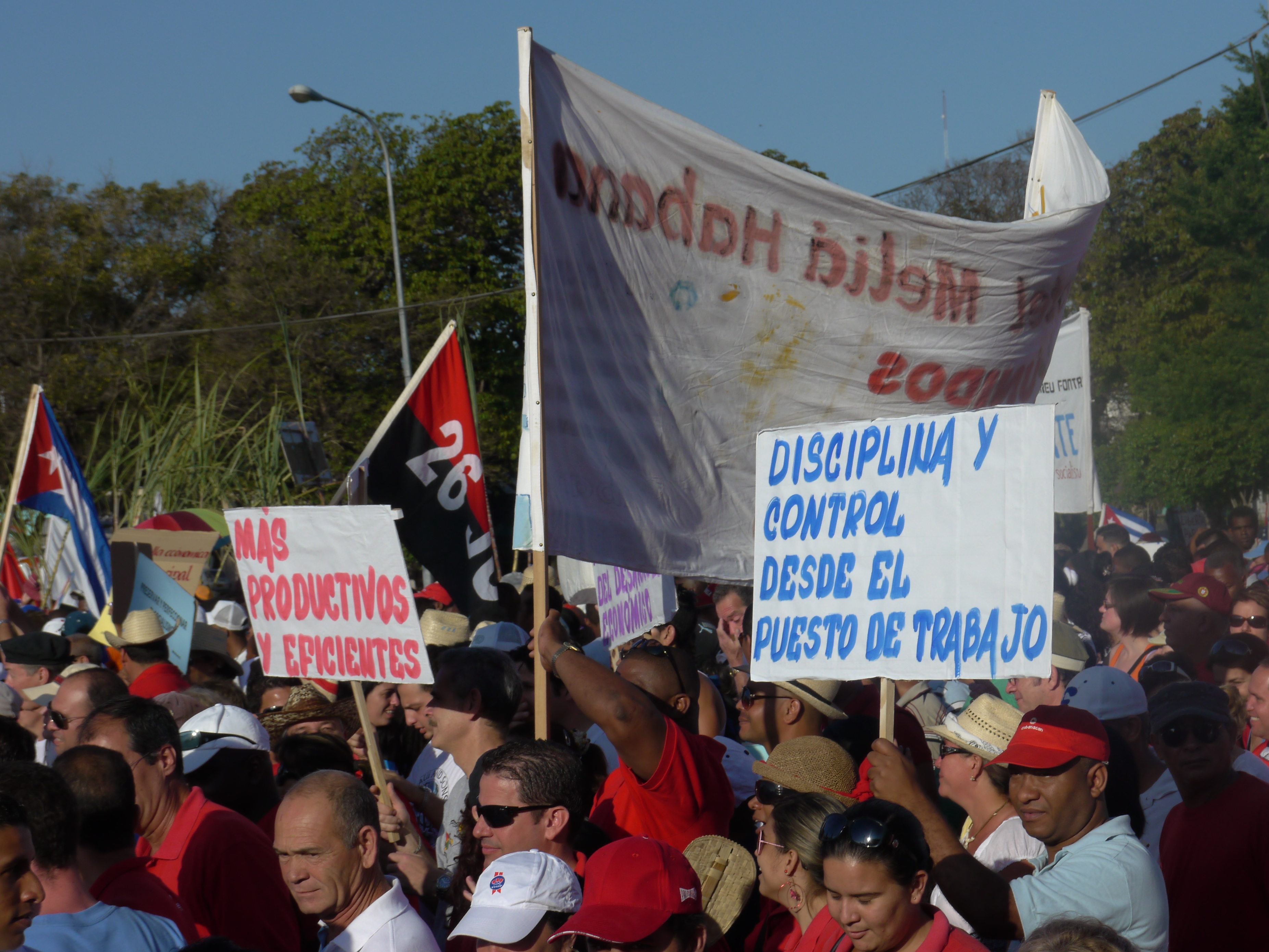
Parolen auf Mai-Kundgebung in Havanna: „produktiver und tüchtiger“, „Disziplin und Kontrolle am Arbeitsplatz“

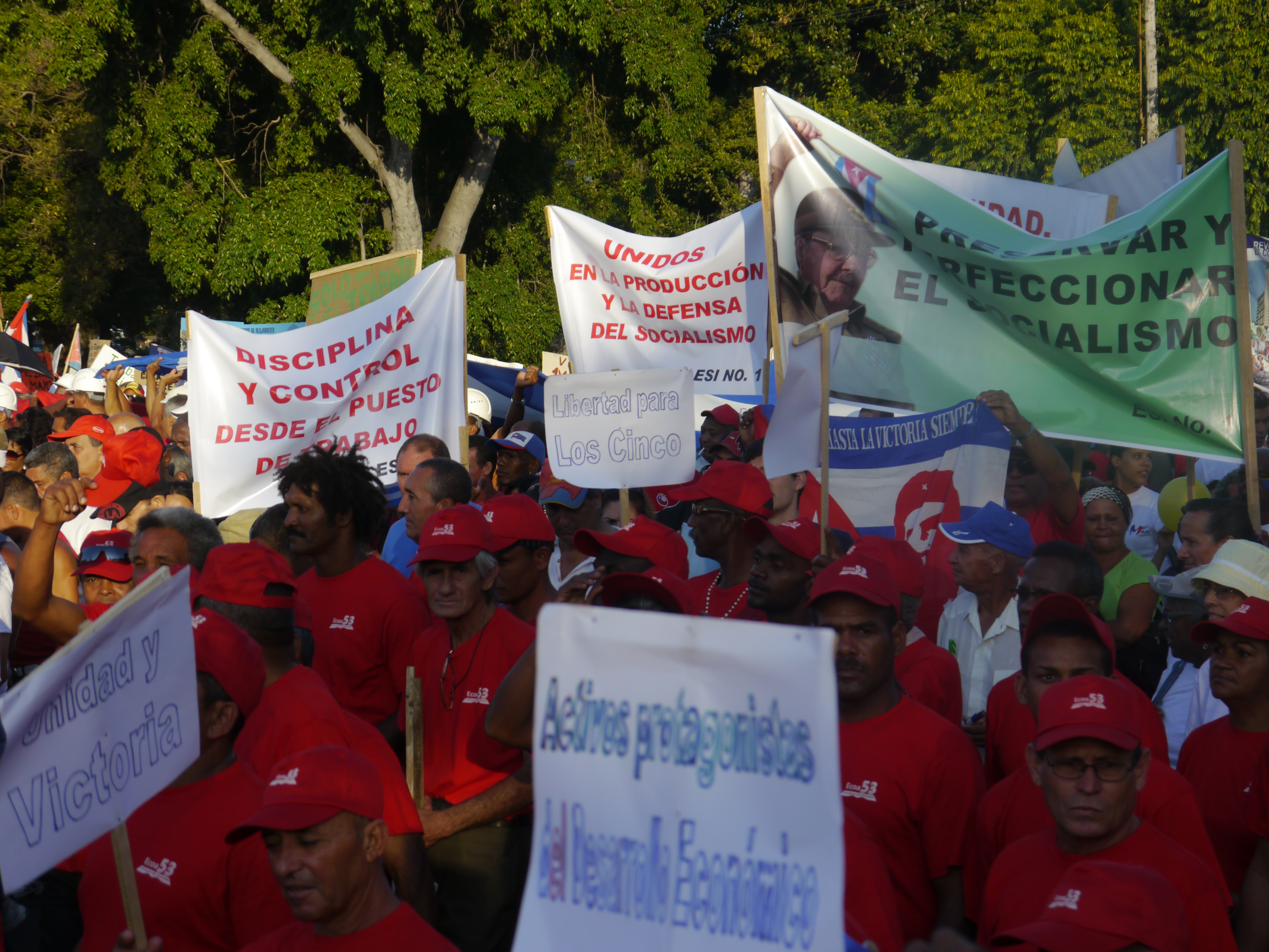
„Einheit und Sieg“, „Disziplin und Kontrolle am Arbeitsplatz“, „aktive Hauptpersonen der wirtschaftlichen Entwicklung“, „Freiheit für die Fünf“, „vereint in der Produktion und der Verteidigung des Sozialismus“, „den Sozialismus bewahren und verbessern“ und „immer bis zum Sieg“.

Die Central de Trabajadores de Cuba (CTC – dt.: Zentrale der Arbeiter Kubas) ist der zentrale Gewerkschaftsbund Kubas und hat 3,29 Millionen Mitglieder (2014), davon 220.000 im Privatsektor. Er steht seit seiner Gründung 1961 unter der Kontrolle der von Fidel und Raúl Castro autoritär geführten Revolutionsregierung und ist die einzige offiziell anerkannte Interessenvertretung der Arbeitnehmer. Von der Regierung und vom CTC unabhängige Gewerkschaften sind nicht zugelassen.

## Vorgängerorganisationen
Die Vorgängerorganisation der CTC war die Confederación Nacional Obrera de Cuba (CNOC) (Nationale Arbeiterkonföderation Kubas), welche die erste zentrale Arbeiterorganisation Kubas war und seit ihrer Gründung den Kampf zwischen den Klassen unterstützte und beförderte. Die CNOC, unter Vormundschaft der Kommunistischen Partei, führte zwei bekannte große Streiks an: der erste im August 1933 galt der autoritären Regierung von Gerardo Machado, der zweite im März 1935 hatte brutale Repressionen seitens der Regierung Mendieta zur Folge.
Basierend auf diesen Ereignissen wurde die CNOC für ungesetzlich erklärt und viele ihrer Führungskräfte ermordet oder in Gefängnisse gesperrt. Damit begann der Untergrundkampf für die Freilassung der politischen Gefangenen und die Legalisierung der Gewerkschaften. Während des II. Arbeiterkongresses Lateinamerikas, der im September 1938 in Mexiko stattfand, verpflichteten sich die teilnehmenden kubanischen Gewerkschafter zu einer Vereinigung der Arbeiterbewegungen Kubas.

## Geburt der CTC
In Erfüllung des Versprechens des II. Arbeiterkongresses Lateinamerikas wurde vom 23. bis 28. Januar 1939 in Havanna der Gründungskongress der Confederación de Trabajadores de Cuba(Konföderation der Arbeiter Kubas) abgehalten, an dem rund 1500 Delegierte von rund 700 Massenorganisationen teilnahmen. Auf diesem Kongress wurde der Arbeiter Lázaro Peña als Generalsekretär der CTC gewählt.
Seit ihrer Gründung wurde die Organisation von den Regierungen misstrauisch beäugt. Wie schon zu Zeiten der CNOC wurden führende Gewerkschaftsmitglieder verfolgt, verhaftet oder ermordet. Diese Situation änderte sich schlagartig mit dem Erfolg der kubanischen Revolution im Jahre 1959, als die Gewerkschaften schrittweise zwangsvereinigt und unter Regierungskontrolle gestellt wurden. Später, im Jahre 1961, wurde der Name des Gewerkschaftsbunds in Central de Trabajadores de Cuba geändert.

## Struktur und Funktion
Der Gewerkschaftsbund gehört in Kuba zu den staatlichen Massenorganisationen, denen nach marxistisch-leninistischem Verständnis die Rolle eines „Transmissionsriemens“ zukommt, mit deren Hilfe also die Politik der Kommunistischen Partei in die Gesellschaft getragen wird: Laut Artikel 7 der kubanischen Verfassung binden die Massenorganisationen die jeweils von ihr repräsentierten Teile der Bevölkerung in den „Aufbau, die Konsolidierung und die Verteidigung der sozialistischen Gesellschaft“ ein. Insofern unterscheidet sich die Funktion der Gewerkschaften in Kuba zentral von der historischen Gewerkschaftsbewegung als unabhängiger Vertretung der Interessen von Arbeitnehmern gegenüber Arbeitgebern. Mit Abstand wichtigster Arbeitgeber ist in Kuba der Staat. Die neue Rolle der CTC im revolutionären Staat beschrieb der damalige stellvertretende Premierminister Raúl Castro 1963 wie folgt: „Gestern war es für die Gewerkschaften notwendig, unaufhörlich zu kämpfen, um gewisse Vorteile zu erringen, um ein klein wenig mehr der von den Magnaten gemachten Profite abzubekommen. Heute ist die große Aufgabe der CTC und der Gewerkschaften, die Produktion zu erhöhen, freiwillige Arbeiter zu rekrutieren, die Arbeitsdisziplin zu verschärfen, für eine höhere Produktivität zu sorgen und die Qualität der Produkte zu erhöhen.“
Der Beitritt zur kubanischen Arbeitnehmerorganisation ist freiwillig; eigenständig konkurrierende Verbände außerhalb dieser Struktur, die auf ungefähr 19 nationalen Gewerkschaften basiert, werden allerdings nicht zugelassen. In jeder Arbeitsstelle, in der mehr als fünf Arbeiter beschäftigt sind, ist die Gründung einer Gewerkschaftssektion möglich. Rund 96 % der kubanischen Beschäftigten sind Gewerkschaftsmitglieder, wodurch die Gesamtorganisation einen hohen Mobilisierungsfaktor aufweist. Obwohl die Mitgliedschaft in der Kommunistischen Partei offiziell freiwillig ist, sind dennoch 95 Prozent der Führungskader deren Mitglied, was die starke Verknüpfung zwischen Staat, Partei und Gewerkschaft unterstreicht.
Die Gewerkschafter werden von den Arbeitern in den Betrieben zur Wahl vorgeschlagen. Die gewählten Gewerkschaftssekretäre werden dann von ihrer Arbeit freigestellt und arbeiten als solche. Aufgabe der Gewerkschaften ist nach ihrem Selbstverständnis im Sozialismus nicht der Lohnkampf, sondern auf die Einhaltung des Arbeitsschutzes und der Arbeitszeiten im Betrieb zu achten. Auch Produktionssteigerung und Verbesserung der Arbeitsabläufe gehören zu den Aufgaben der Gewerkschaften.
In Kuba haben die Gewerkschaften betriebliche Macht und können den Betriebsleiter von seinem Posten entbinden, wenn dieser seiner Tätigkeit in den Augen der Arbeiter nicht gerecht wird.
In den Statuten ist festgelegt, dass alle fünf Jahre ein Kongress einzuberufen ist, auf dem der Generalsekretär und die neuen Repräsentanten des Nationalrates, des Nationalkomitees und des Sekretariats bestimmt werden. Aktueller Generalsekretär ist Salvador Valdés, der auch Mitglied des Politbüros der kommunistischen Partei Kubas ist. Die Gewerkschaftsführer werden in 14 Provinzzentren sowie in der nationalen Kaderschmiede Escuela Nacional de Cuadros Sindicales „Lázaro Peña“ in Havanna geschult. Offizielles Organ des Gewerkschaftsbunds ist die Wochenzeitung „Trabajadores“ („Werktätige“).
Gewerkschaftsfunktionäre bilden in Kuba (gemeinsam mit Vertretern anderer Massenorganisationen) auch die Auswahlkomitees für Kandidaten zu den gewählten Volksvertretungen auf Provinz- und landesweiter Ebene.